# Hrabová

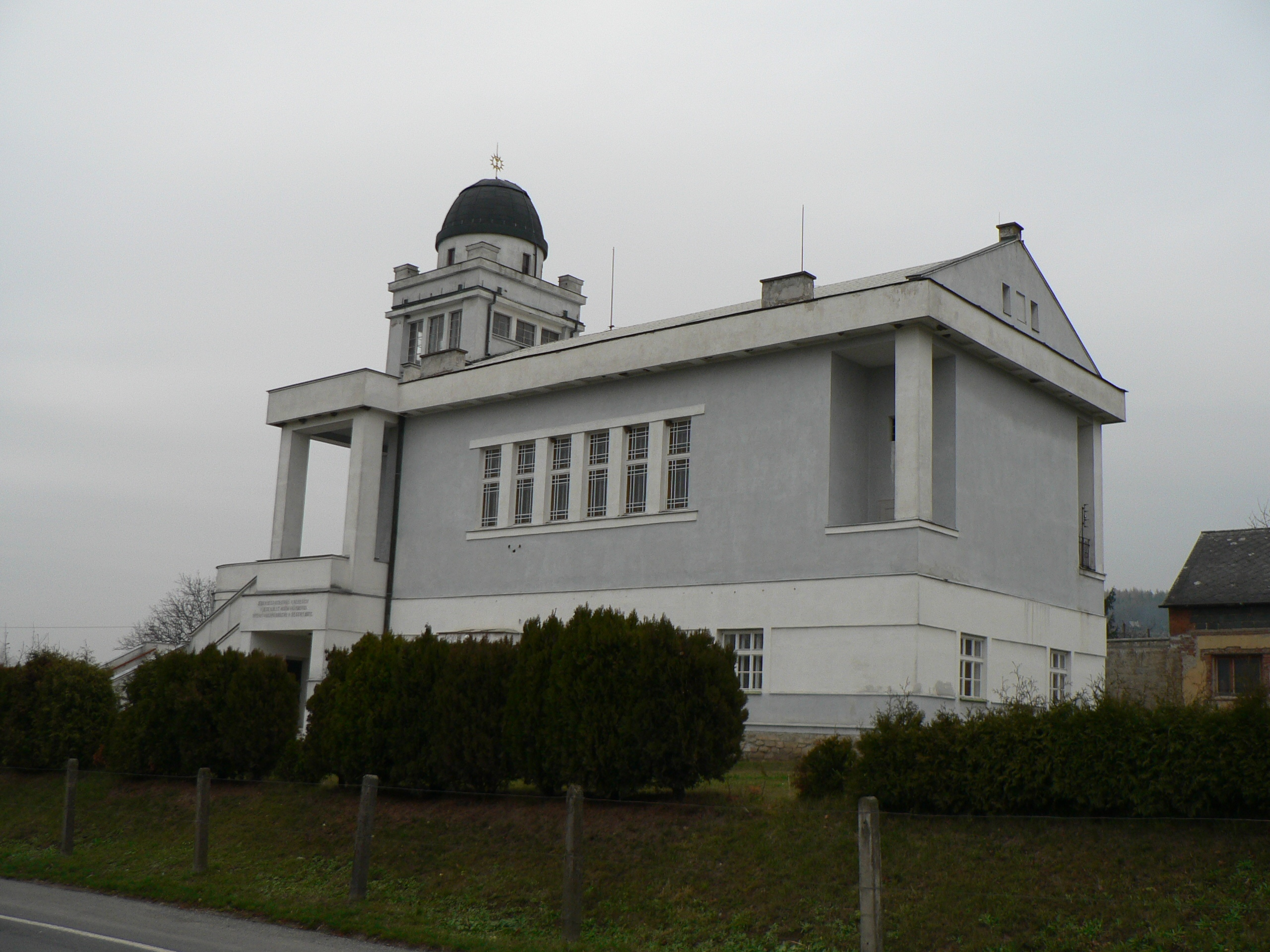
Bethaus der Evangelischen Kirche der Böhmischen Brüder

Hrabová (deutsch Raabe) ist eine Gemeinde in Tschechien. Sie liegt sieben Kilometer südöstlich von Zábřeh und gehört zum Okres Šumperk.

## Geographie
Hrabová befindet sich am Fuße der Úsovská vrchovina (Ausseer Hügelland) in der Müglitzer Furche (Mohelnická brázda). Das Dorf liegt linksseitig der March entlang des Zuflusses Hrabovský potok. Westlich von Hrabová münden die Moravská Sázava und der Vitošovský náhon in die March. Im Norden liegen die Kalkbrüche von Vitošov, dahinter erhebt sich die Trlina (523 m), nordöstlich der Bílý kámen (Weißer Stein, 588 m), im Osten die Polanka (498 m) und südöstlich die Malá Polanka (450 m).
Nachbarorte sind Vitošov und Dolní Brníčko im Norden, Strupšín und Rohle im Nordosten, Janoslavice im Osten, Bezděkov u Úsova im Südosten, Dubicko und Bohuslavice im Süden, Lukavice im Südwesten, Zvole im Westen sowie Rájec, Ráječek und Leština im Nordwesten.

## Geschichte
Das Dorf soll nach der Ortschronik im 11. oder 12. Jahrhundert nach dem Lhotensystem gegründet worden sein und hieß ursprünglich Lhuota. Die erste urkundliche Erwähnung des zur Herrschaft Úsov gehörigen Dorfes erfolgte im Jahre 1344. Die Úsover Güter gehörten zum Besitz der mährischen Markgrafen, die sie ihren Vasallen für treue Dienste als Mannslehn weiterreichten. Zu den Lehnsmannen gehörte auch die Herren von Hrab. Der Ort erhielt zur Unterscheidung von den zahlreichen Lhoten den Namen Lhota Habrová, der sich von den Hrab herleitet. Später erfolgte die Bezeichnung des Dorfes nach der landläufig im Sprachgebrauch verwendeten Kurzform Hrabová. 1447 erwarben die Tunkl von Brníčko Hrabová und schlugen das Dorf einschließlich der Vorwerkshofes Vitošov sowie der dortigen Mühle, des Steinbruches und Kalkofens der Herrschaft Zábřeh zu. Im 15. Jahrhundert ließen die Tunkl in der Marchaue westlich des Dorfes den Raaber Teich anlegen, der im 19. Jahrhundert wieder trockengelegt wurde.
Nach der Aufhebung der Patrimonialherrschaften bildete Hrabová / Raabe mit dem Ortsteil Vičov bzw. Vítešov / Witschau ab 1850 eine Gemeinde im Bezirk Hohenstadt. 1898 entstand in Hrabová die genossenschaftliche Molkerei der Dörfer Hrabová, Vitošov, Dubicko und Leština. 1894 errichtete der Fabrikant F. Schmeiser in der ehemaligen Mühle von Vitošov eine Mechanische Weberei. Zu Beginn des 20. Jahrhunderts erweiterte die Firma Hájek die Kalkbrennerei um weitere Ringöfen, erschloss neue Brüche und errichtete ein eigenes Elektrizitätswerk. 1920 bestand die Gemeinde aus 98 Häusern und hatte 840 Einwohner. In dieser Zeit fand die protestantische Bewegung "Pryč od Říma" (Los von Rom) im Dorf großen Anklang und die Mehrheit der Bewohner schlossen sich der Evangelischen Kirche der Böhmischen Brüder an. Dies war vor allem auf das Wirken des charismatischen Vikars Rudolf Šedý zurückzuführen, der ganz Europa bereiste. Auf Šedýs Initiative geht auch der Bau der Bethalle zurück. Im Jahre 1930 hatte die Gemeinde Hrabová 854 Einwohner. Während in Hrabová ausschließlich Tschechen lebten, bestand die Bevölkerung von Witschau größtenteils aus Deutschen, die in der Schmeiserschen Fabrik arbeiteten.
Nach dem Münchner Abkommen wurde der Ort 1938 dem Deutschen Reich angeschlossen und gehörte bis 1945 zum Landkreis Hohenstadt. 1939 lebten in Raabe 840 Menschen. Nachdem die Waffen-SS am 8. Mai 1945 fünf Männer aus Lesche/Leština bei Steinmetz hingerichtet hatte, gerieten tschechische Bewohner von Leština in Pogromstimmung und fielen am 9. Mai über die in Vitošov lebenden Deutschen her. Die Schmeisersche Weberei wurde im Mai 1945 unter staatliche Verwaltung gestellt und später liquidiert. In der Fabrik errichteten die Moravskoslezské elektrotechnické závody (MEZ) eine Produktionsstätte.
1960 entstand in der früheren Molkerei einer Mosterei und Obstbrennerei. Zum Ende des Jahres 1960 wurde der Okres Zábřeh aufgelöst und die Gemeinde dem Okres Šumperk zugeordnet. Am Schwimmbad stand seit 1967 eine ausgediente MiG-15. Zwischen 1971 und 1973 errichtete das Unternehmen Rudné doly Jeseník eine neue Kalkbrennerei in Vitošov. Zwischen 1976 und 1990 war Hrabová nach Dubicko eingemeindet. 1991 lebten in den 150 Häusern der Gemeinde 608 Menschen. Im Juli 2008 wurde das zunehmend ausgeschlachtete Flugzeugwrack abtransportiert.
Die Vápenka Vitošov s.r.o. gehört heute zu den drei größten Kalkwerken Tschechiens. Die Obstbrennerei firmiert heute als Lihovar Hrabová s.r.o.

## Gemeindegliederung
Für die Gemeinde Hrabová sind keine Ortsteile ausgewiesen. Zu Hrabová gehört die Ansiedlung Vitošov (Witschau).

## Sehenswürdigkeiten
- Bethaus der Evangelischen Kirche der Böhmischen Brüder, erbaut 1928–1933, im Jahre 2003 zum Kulturdenkmal erklärt
- Steinkreuz aus dem Jahre 1792, südlich des Dorfes an der Straße
- Kalkbrüche von Vitošov
- Kapelle